# 张竞 (1928年)
张竞（1928年4月—2021年3月28日），男，浙江海盐人，中华人民共和国政治人物，曾任民革中央常委，第八、九届全国政协常务委员。
2021年3月28日在乌鲁木齐逝世，享年92岁。